# بحيرة بوتغينباخ
 بحيرة بوتغينباخ بحيرة صناعية تشكلت نتيجة بناء سد على نهر وارتش تقع في مقاطعة لياج ضمن إقليم والونيا وتبلغ مساحتها1.2 كم2